# Catron County

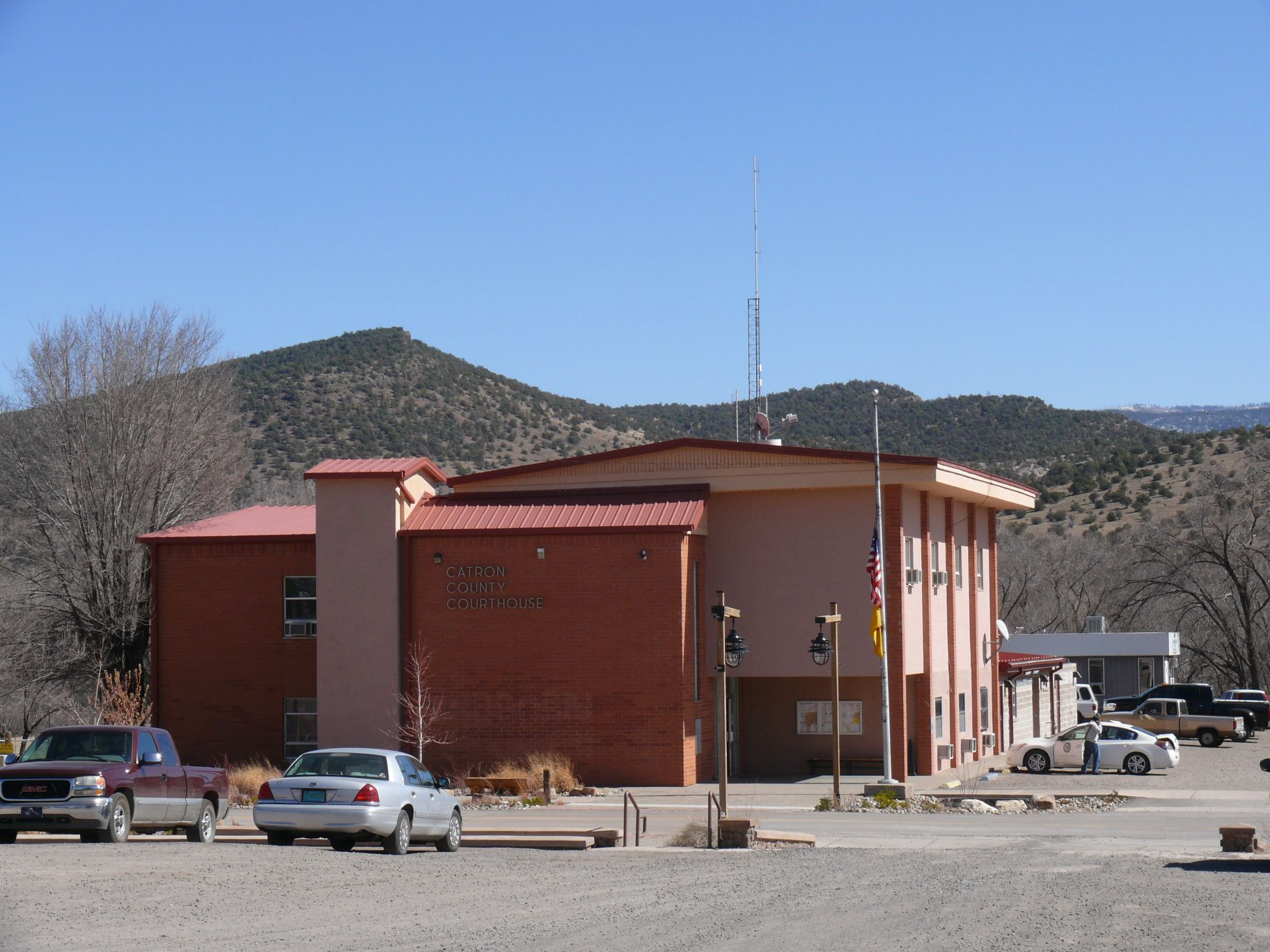
Catrin County Courthouse i Reserve

Catron County är ett county i delstaten New Mexico i USA. År 2010 hade countyt 3 725 invånare. Huvudort är Reserve. Countyt har fått sitt namn efter Thomas B. Catron. 
Gila Cliff Dwellings nationalmonument ligger i countyt. 

## Angränsande countyn
- Cibola County, New Mexico - nord
- Socorro County, New Mexico - öst
- Sierra County, New Mexico - sydöst
- Grant County, New Mexico - syd
- Greenlee County, Arizona - väst
- Apache County, Arizona - väst